# Terminalichus panajiensis
Terminalichus panajiensis är en spindeldjursart som beskrevs av Maninder och Ghai 1978. Terminalichus panajiensis ingår i släktet Terminalichus och familjen Tenuipalpidae. Inga underarter finns listade i Catalogue of Life.